# Mário Brás
Mário Brás (Sintra, 24 de maio de 1968) é um piloto português de todo-terreno, que participou em moto no Rali Dakar de 2000.

## Biografia
Mário Brás, motociclista com vários títulos em todo-terreno, fez equipa com Elisabete Jacinto, em KTM, no Dakar-Cairo, em 2000, terminando a prova em 48º lugar da classificação geral.
Foi Campeão Nacional de Enduro 4 Tempos nos anos de 1991,92,94,95 e 1996 e ainda Campeão Nacional de Todo Terreno >600 4 Tempos nos anos de 1992,95,96 e 1997. Participou na mítica prova Gilles Lalay nos anos de 1995, 96 e 1998. E foi ainda por diversas vezes piloto convocado para participar na Selecção Nacional de Enduro mais conhecida por ISDE. Foi o primeiro piloto de Enduro que se tornou profissional da modalidade nos anos 90.